# Riviervisserijwet (België)
De Riviervisserijwet van 1 juli 1954 is een Belgische wet die de visserij in de binnenwateren regelt.  Deze wet geldt niet op de vijvers, visputten, sloten en kanalen, van welke aard ook, wanneer de vissen die er leven, zich niet vrij kunnen bewegen tussen deze plaatsen en de stromen, rivieren en andere openbare waterlopen. Hij vervangt de vroegere wet van 19 januari 1883 op de riviervisserij;
De Riviervisserijwet werd aangepast in de loop van de tijd doch vormt nog steeds de kern van de riviervisserijregelgeving.

## Het visrecht

### Bevaarbare en vlotbare waterlopen onder staatsbeheer
Het visrecht behoort aan de Staat in de bevaarbare of vlotbare rivieren en kanalen en waarvan het onderhoud ten laste is van de Staat of van zijn rechthebbenden, ook indien er in de praktijk niet meer op die wateren gevaren of gevlot wordt.
Rekening houdend met de internationale overeenkomsten betreffende de uitoefening van het visrecht in de Beneden-Schelde en in de grensscheidende Maas, kan beslist worden op welke bevaarbare of vlotbare waterlopen, of gedeelten van die waterlopen, vergunningen tegen geld met het oog op de palingvangst kunnen verleend worden. Daarbij kunnen ook de voorwaarden van aflevering en van gebruik van de vergunningen opgelegd worden.
In de voornoemde waterlopen, mag ieder die van een visverlof voorzien of vrijgesteld is, vissen met één of twee hengels en met de peur, al naar de rechten die hij bezit op grond van het verlof of de vrijstelling; het gebruik van de voornfles en van het kreeftennet is geoorloofd onder de voorwaarden waarover kan beslist worden.
Zij die op basis van deze wet het visrecht uitoefenen in bedoelde waterlopen, mogen voor de uitoefening van dit recht gebruikmaken van de oever over een breedte van 1,50 m maximum berekend vanaf de boord die de waterloop bespoelt in zijn hoogst bereikte peil zonder te overstromen.

### Andere waterlopen
In al de andere waterlopen hebben de oevereigenaars het visrecht, ieder van zijn kant en tot in het midden van de waterloop.

### Kreken en kunstmatige waterwegen onder beheer van polders of wateringen
In de kreken en kunstmatige waterwegen waarvan het onderhoud ten laste van polders of wateringen valt, behoort het visrecht aan die besturen.
Bij verpachting van dit visrecht, hebben de provinciale visserijcommissies het eerste recht tot pachten, tegen het hoogste bod.

## Het visverlof
Niemand mag vissen in de wateren waarop de Riviervisserijwet van toepassing is, zonder voorzien te zijn van een regelmatig visverlof. De Vlaamse regering regelt de vorm van de visverloven, hun geldigheidsduur en de wijze waarop zij worden afgegeven, evenals de voorwaarden van afgifte en intrekking ervan. Van het visverlof worden vrijgesteld, de kinderen beneden de 14 jaar die met één hengel vissen en vergezeld zijn van hun vader, moeder of voogd, voorzien van een visverlof. 
De Vlaamse regering kan andere algemene vrijstellingen verlenen voor het bezit van een visverlof. Ze kan vissersverenigingen erkennen  onder zekere voorwaarden.
De belasting op de afgifte van visverloven wordt als volgt vastgesteld:
- Het visverlof waarmee kinderen beneden de volle veertien jaar en niet vergezeld van hun vader, moeder of voogd, alle dagen met één hengel mogen vissen, is gratis. Dat visverlof wordt het jeugdvisverlof genoemd. Als dat jeugdvisverlof afgegeven wordt tijdens het jaar waarin een kind veertien jaar oud wordt, blijft het geldig tot het einde van dat jaar. De op basis van het jeugdvisverlof gevangen vis moet onmiddellijk en voorzichtig vrijgelaten worden in het water van herkomst.[6]
- 11,16 euro voor het visverlof waarmee men alle dagen met één of met twee hengels mag vissen vanaf de oever, inclusief vanop een plateau of een steiger die verankerd of verbonden zijn met de oever.
- 45,86 euro voor het visverlof waarmee men alle dagen mag vissen met één of met twee hengels :- anders dan vanaf de oever en van twee uur na zonsondergang tot twee uur voor zonsopgang.

Voor het vissen met een ander geoorloofd vistuig dan de hengel is een tweede visverlof van dezelfde prijs vereist.

## De visserijpolitie
Er kan een omschrijving gegeven worden van wat wettelijk door een hengel moet verstaan worden. Er kan bepaald worden waar men mag vissen, waarop men al dan niet mag vissen, op welke manier en waarmee men mag vissen. Eveneens kunnen beslissingen vallen zowel over de maten van de vissen die men al dan niet mag behouden als over de lokazen waarvan het gebruik verboden is als aas aan de vistuigen.
De bevoegde minister kan, met het oog op proefnemingen of op het gewestelijk of plaatselijk nut, het vissen, sommige wijzen van vissen, het vangen van sommige vissoorten of categorieën evenals het gebruik van bijzondere lokazen of tuigen tijdelijk toestaan of verbieden.
Het is verboden om het even welke levende vis, behalve paling, afkomstig uit viswater waarop de wetgeving van toepassing is, aan dit viswater te onttrekken en te vervoeren.
Het is evenwel toegelaten per hengelaar maximum 20 levende aasvisjes, behorende tot de cyprinidae, ongeacht de minimummaat, en wat ook hun herkomst weze, te bezitten en levend te vervoeren. De Vlaamse Regering kan de soorten aasvisjes verder omschrijven. 
De bevoegde Minister kan machtiging verlenen om te allen tijde vissen en kreeften van om het even welke maten, die voor bepoting bestemd zijn, te vangen en te vervoeren.
De houders van vergunningen mogen, terwijl zij vissen, in hun vaartuigen, korven of om het even welke benodigdheden, geen andere vissen hebben dan die waarvan de vangst hun geoorloofd is.
De schippers op de bevaarbare of vlotbare stromen, rivieren en kanalen, mogen in hun schepen of uitrustingen generlei zelfs geoorloofd visnet of vistuig hebben, behalve een hengel.
Het is verboden buiten zijn woning voorzien te zijn van verboden vistuigen of –toestellen, tenzij bewezen wordt dat die tuigen of toestellen bestemd zijn voor visvangst in wateren waarop deze wet niet van toepassing is, voor de zeevisserij of voor de visserij die krachtens internationale overeenkomsten beoefend wordt in vreemde wateren waar het gebruik ervan niet verboden is. In de laatste twee gevallen moeten de vissers die op de binnenwateren varen om de plaats van hun bestemming te bereiken, deze tuigen of toestellen in het scheepsruim wegzetten.
Het is verboden om in stromen, rivieren of kanalen, of in delen ervan stoffen te werpen die de vissen bedwelmen of vernielen. Het is verboden om te vissen in de wateren die vallen onder het toepassingsgebied van deze wet zonder de toestemming van degene aan wie het visrecht behoort. 
Het is verboden vis uit te storten in de wateren waarop deze wet van toepassing is, zonder de machtiging van de Minister, die de riviervisserij in zijn bevoegdheid heeft, of van zijn afgevaardigde.

## Handhaving
Voor deze wet en de uitvoeringsbesluiten ervan worden het uitoefenen van toezicht, het opleggen van bestuurlijke maatregelen, het onderzoeken van milieu-inbreuken, het opleggen van bestuurlijke geldboeten, het innen en invorderen van verschuldigde bedragen, het opsporen van milieumisdrijven, het strafrechtelijk bestraffen van milieumisdrijven en het opleggen van veiligheidsmaatregelen uitgevoerd volgens de regels in  het Milieuhandhavingsdecreet.
De houder van het visrecht kan eigen visserijwachters benoemen op grond van het Boswetboek.  Die wachters worden met de private boswachters gelijkgesteld.
De vervolgingen worden ambtshalve ingesteld; wanneer onrechtmatig gevist wordt in wateren waarvan de oevereigenaar het visrecht heeft, dan geschieden de vervolgingen slechts op klachte van de rechthebbende van het visrecht.

## Het Visserijfonds
Er wordt een fonds opgericht ter bepoting van de waterlopen waarop deze wet van toepassing is, ter verscherping van het toezicht, tot steun aan de strijd tegen verontreiniging en tot verbetering van de visserij in het algemeen. Het wordt gestijfd door: (a) een afneming op de prijs van de visverloven; (b) de vrijwillige, contractuele, reglementaire of decretale bijdragen van natuurlijke personen, rechtspersonen, openbare besturen en instellingen ter verwezenlijking van de doelstellingen inzake het beleid van de Vlaamse regering ten aanzien van de riviervisserij; (c) de opbrengst van administratieve geldboeten en alle andere bedragen, welke door de diensten van het Vlaamse gewest en door de rechtbanken gevorderd worden lastens de overtreders van de wetgeving en reglementering inzake de riviervisserij; (d) de opbrengst van concessies van verhuur en van vervreemdingen van eigendommen, installaties en aanhorigheden, die aangewend of verworven werden met het oog op de verwezenlijking van de doelstellingen inzake de riviervisserij.
In de hoofdplaats van elke provincie wordt, onder het voorzitterschap van de gouverneur of van zijn afgevaardigde, een commissie ingesteld, “Provinciale Visserijcommissie” genoemd. 
De commissies verlenen hun medewerking aan het Agentschap voor Natuur en Bos voor de aanwending van dat fonds.
Er wordt ook  een centraal comité van het Visserijfonds ingesteld. Iedere provinciale commissie is daarin  vertegenwoordigd.